# Dito Šanidze
Dmitrij Ivanovič Šanidze, detto Dito (in russo Дмитрий "Дито" Иванович Шанидзе?, in georgiano დიმიტრი "დიტო" შანიძე?, Dimit'ri "Dit'o" Shanidze; Tskhaltubo, 8 febbraio 1937 – Tbilisi, 18 novembre 2010), è stato un sollevatore sovietico di origine georgiana, vincitore di medaglia olimpica e campione mondiale ed europeo, che ha gareggiato nella categoria dei pesi piuma (fino a 60 kg.).

## Biografia
Dito Šanidze iniziò a praticare il sollevamento pesi dopo i 20 anni e per questo motivo arrivò in età relativamente avanzata a raggiungere la maturità agonistica e la vetta del mondo.
Nel 1968 giunse secondo ai campionati nazionali sovietici con 370 kg. nel totale su tre prove. Fu convocato ai successivi campionati europei di Leningrado, dove ottenne la medaglia d'argento con 367,5 kg. nel totale, dietro al polacco Mieczysław Nowak.
Nello stesso anno partecipò alle Olimpiadi di Città del Messico, le cui competizioni di sollevamento pesi valevano anche come campionati mondiali. Qui Šanidze seppe migliorare le proprie prestazioni e riuscì a vincere un'altra medaglia d'argento con 387,5 kg. nel totale, alle spalle del giapponese campione olimpico uscente Yoshinobu Miyake (392,5 kg.) e davanti a Yoshiyuki Miyake (385 kg.), fratello del campione olimpico.
Nel 1969 vinse la medaglia di bronzo ai campionati mondiali di Varsavia con 380 kg. nel totale, battuto da Yoshiyuki Miyake e dal bulgaro Mladen Kučev. Questi Mondiali erano validi anche come campionato europeo, per il quale Šanidze vinse la medaglia d'argento.
L'anno successivo non ebbe risultati importanti, mentre nel 1971 partecipò ai campionati europei di Sofia, dove vinse la medaglia d'argento con 395 kg. nel totale, dietro al polacco Jan Wojnowski. Lo stesso anno partecipò anche ai Campionati mondiali di Lima, durante i quali non riuscì a conseguire un risultato utile ai fini della classifica finale.
Nel 1972 vinse la sua prima medaglia d'oro ai campionati europei di Costanza con 395 kg. nel totale, battendo l'emergente bulgaro Norajr Nurikjan e Mieczysław Nowak. Alle successive Olimpiadi di Monaco di Baviera era considerato il favorito per la medaglia d'oro, in virtù del record del mondo nel totale ottenuto nel mese di aprile dello stesso anno ai campionati nazionali di Tallinn e della vittoria ai campionati europei.
Trovò però in Nurikjan un avversario irriducibile il quale, eguagliando il record del mondo stabilito da Šanidze nel totale grazie al record del mondo ottenuto nella prova di slancio, vinse il titolo olimpico con 402,5 kg. nel totale, con la medaglia d'argento di Šanidze (400 kg.) e la medaglia di bronzo dell'ungherese János Benedek (390 kg.). Anche in questa occasione la gara olimpica era valida anche come campionato mondiale.
L'anno successivo la Federazione Internazionale di Sollevamento Pesi eliminò la prova di distensione lenta dal programma di gare, ma ciò non intaccò la determinazione di Dito Šanidze, il quale sebbene trentaseienne, continuò a sollevare ad alti livelli.
Infatti, lo stesso anno si rifece nei confronti di Nurikjan, vincendo la medaglia d'oro dapprima ai campionati europei di Madrid con 272,5 kg. nel totale su due prove e poi ai campionati mondiali de L'Avana con lo stesso risultato; in entrambe le occasioni batté il campione olimpico Nurikjan, il quale terminò secondo.
Nel 1974 vinse la medaglia d'argento ai campionati europei di Verona con 272,5 kg. nel totale, battuto dall'altro bulgaro Georgi Todorov con lo stesso risultato di 272,5 kg. nel totale, con Nurikjan medaglia di bronzo. La medaglia d'oro fu assegnata a Todorov grazie al suo peso corporeo leggermente inferiore. Fu questa l'ultima medaglia di Šanidze in una grande manifestazione internazionale.
Nel corso della sua carriera riuscì a stabilire tre record del mondo, di cui due nella prova di slancio e uno nel totale di tre prove.